# Kafr Dżammal
Kafr Dżammal – wieś w Palestynie, w muhafazie Tulkarm. Według danych Palestyńskiego Centralnego Biura Statystycznego w 2016 roku miejscowość liczyła 2843 mieszkańców.